# Imperium proconsulare maius
L'imperium proconsulare maius fu un'istituzione del diritto romano che conferiva il potere sulle province, di rango superiore rispetto ai governatori delle province stesse (maius) ed esercitato al di fuori del vincolo della collegialità delle magistrature repubblicane, come proconsole, ossia rivestito dopo il consolato.
Deriva dai poteri straordinari, più estesi territorialmente e/o di durata maggiore, conferiti a singoli personaggi della fine dell'età repubblicana, come Pompeo con la lex Gabinia, o come Cesare in Gallia.

## Storia
Venne istituzionalizzato con l'attribuzione da parte del Senato ad Augusto del comando effettivo sulle province nel 27 a.C., attribuito nell'ambito del consolato rivestito anno dopo anno dal princeps ed esercitato sulle province non pacificate, dove dunque doveva esercitarsi un comando militare, per mezzo di legati. Il potere sulle province venne confermato come imperium proconsulare nel 23 a.C., e divenne inoltre maius, comprendendo una preminenza sui governatori anche delle province già pacificate. Nello stesso anno l'imperium di cui già godeva divenne imperium proconsulare maius et infinitum, in modo da comprendere anche le province senatorie: tutte le forze armate dello stato romano dipendevano ora da lui.
L'imperium proconsulare inizialmente decennale, gli fu rinnovato nel 19 a.C., sulle cosiddette province "imperiali" (compreso il controllo dei tributi delle stesse), vale a dire le province dove fosse necessario un comando militare, ponendolo di fatto a capo dell'esercito. Nel 18 a.C., Augusto concesse all'amico e genero, Marco Vipsanio Agrippa, l'imperium proconsulare maius (pari a quello del princeps) per cinque anni, oltre alla tribunicia potestas, per quanto egli non avesse gli stessi poteri di Augusto, né la sua auctoritas.
Tiberio, dopo aver portato a termine le operazioni in Germania, celebrò in Roma il trionfo per la campagna in Dalmazia e Pannonia nell'ottobre del 12 d.C., in occasione del quale si prostrò pubblicamente di fronte ad Augusto, e ottenne nel 13 d.C. il rinnovo della tribunicia potestas e l'imperium proconsulare maius, titoli che ne completavano di fatto la successione, elevandolo al rango effettivo di coreggente, insieme allo stesso Augusto: poteva, dunque, amministrare le province, comandare gli eserciti, ed esercitare pienamente il potere esecutivo. Tuttavia già dal momento della sua adozione Tiberio aveva iniziato a prendere parte attiva al governo dello Stato, coadiuvando il patrigno nella promulgazione delle leggi e nell'amministrazione. Il nuovo principe, fra i suoi primi atti, sollecitò il senato a concedere l'imperium proconsulare a Germanico, quale suo erede designato. Quest'ultimo poteva così godere di grande autonomia rispetto a Tiberio stesso sulla impostazione della guerra in Germania.
Questa attribuzione dell'imperium proconsulare maius fu, insieme ad altre prerogative, alla base del potere esercitato dal princeps durante tutta l'epoca giulio-claudia, fino alla lex de imperio Vespasiani del 69.

## Caratteristiche
Questo potere, conferito dal Senato ad Augusto nel 23 a.C. insieme alla tribunicia potestas a vita, era un imperium maius perché era superiore a quello di tutti gli altri proconsoli, e infinitum nel duplice senso spaziale e temporale, perché non limitato a una sola provincia e non predeterminato nel tempo. Infatti, Ottaviano fu riconosciuto come princeps dai membri del senato. In virtù di questo riconoscimento Ottaviano diveniva il primo e più autorevole tra i senatori anche se, da un punto di vista formale, continuava ad essere un senatore alla pari con gli altri. È sostanzialmente quello che attualmente definiamo come "principato". Nasce con Ottaviano un nuovo tipo di governo in cui gli elementi repubblicani (affievoliti) convivono con elementi senza dubbio monarchici (in parte mascherati).